# Cascada de Piedra Volada
La Cascada de Piedra Bolada también conocida por Cascada de Piedra Volada o Cascada de Huajumar es la cascada de temporal más alta de México, localizada en el estado de Chihuahua, en la Sierra Madre Occidental, tiene una caída libre de 453 metros. Coordenadas: N 28° 8'33.49", W 108°13'37.85
Se encuentra en el límite sur del Parque Nacional Cascada de Basaseachi. Su existencia es conocida por los locales de Huajumar donde es posible contratar guías para llegar a los miradores. Es apreciable durante las lluvias, cuando el arroyo normalmente seco lleva agua. Está ubicada en la Barranca de Candameña, la misma donde se encuentra la internacionalmente conocida Cascada de Basaseachi.
Existen mitos y leyendas sobre esta caída de agua de difícil observación, que es apreciable solo en ciertos días de la temporada de lluvias. Las paredes de roca se prestan para escalada deportiva de gran altura. La medición de Piedra Volada se hace en 1995 por el Grupo de Espeleología de Ciudad Cuauhtémoc encabezado por Carlos Lazcano.
El nombre también es causa de confusión, ya que erróneamente se le llama Piedra Volada (Piedra en el aire), cuando el nombre real de Piedra Bolada se refiere a una formación esférica, tal cual se llama el arroyo y asentamiento humano más cercano.